# Tolsti Vrh, Slovenske Konjice
Tolsti Vrh este o localitate din comuna Slovenske Konjice, Slovenia, cu o populație de 100 de locuitori.